# Conacul Cantacuzino-Pașcanu din Popești

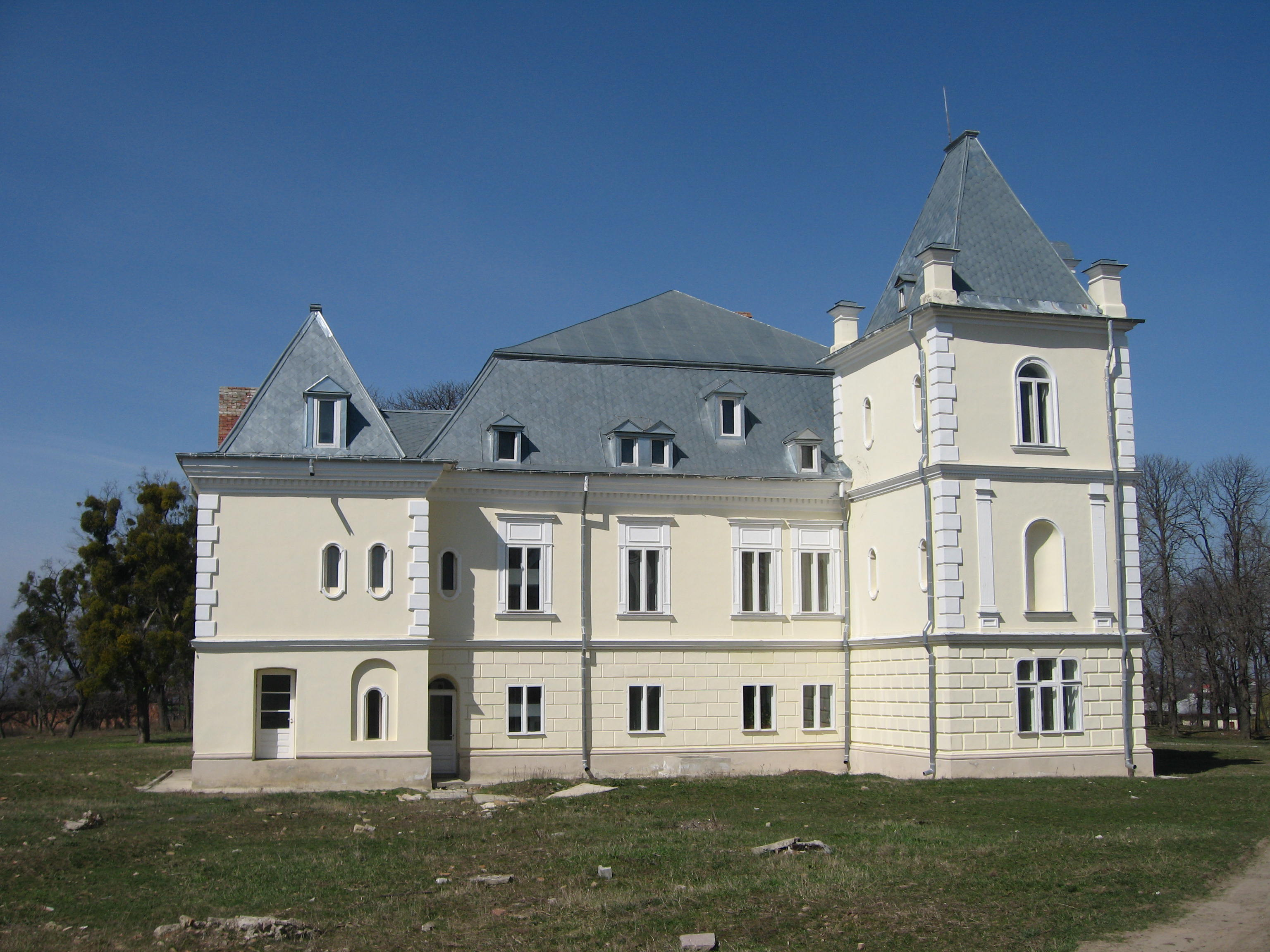
Conacul Cantacuzino-Pașcanu - latura sudică

Conacul Sturdza Cantacuzino-Pașcanu din Popești este un conac boieresc construit în secolul al XIX-lea pe locul unui conac mai vechi de către familia boierilor Mavrocordat în satul Popești din comuna omonimă (județul Iași). 
Ansamblul Conacului Cantacuzino - Pașcanu din Popești a fost inclus pe Lista monumentelor istorice din județul Iași din anul 2015 la numărul 1473, având codul de clasificare  IS-II-a-B-04229. El este format din următoarele două obiective:
- Conacul Cantacuzino - Pașcanu - datând din secolul al XVIII-lea și având codul IS-II-m-B-04229.01
- Biserica „Sf. Ilie” (fostă „Sf. Varvara”) din Popești - datând din 1776 și având codul IS-II-m-B-04229.02

## Istoric

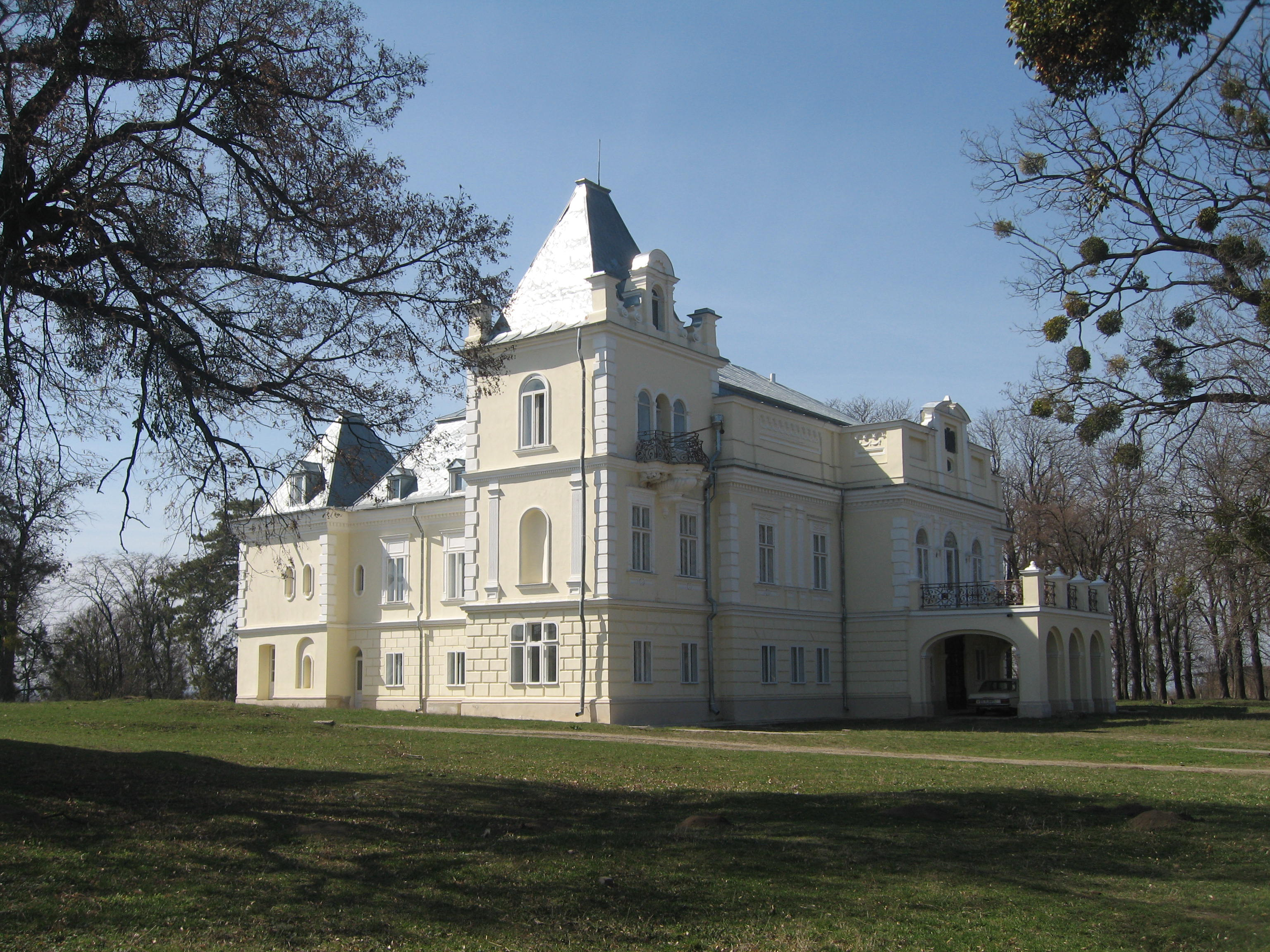
Conacul Cantacuzino-Pașcanu - vedere dinspre sud-est

Prima atestare documentară a satului Popești este într-un uric din 12 august 1426 al domnitorului Alexandru cel Bun (1400-1432). El a făcut parte din Ținutul Cârligăturii. Moșia Popești a aparținut o lungă perioadă familiei Mavrocordat. În jurul anului 1776, boierii din familia Mavrocordat a construit Biserica "Sf. Varvara" din Popești, ca biserică de conac boieresc.
La 24 martie 1883, principele Alexandru Gh. Mavrocordat (4 iunie 1844 - 18 martie 1907) s-a căsătorit cu Lucia Cantacuzino-Pașcanu (19 mai 1862 - 26 martie 1930). După căsătorie, Alexandru Mavrocordat a dărâmat vechiul conac și a ridicat cu meșteri italieni un palat cu 36 camere, în stil neoclasic. Cei doi soți au avut împreună trei copii, care s-au născut în conacul de la Popești: Olga (1884-1971), Maria (1885-1976) și George (1887-1907).
Principele Alexandru Gh. Mavrocordat a murit la Paris, la 18 martie 1907, iar sicriul cu rămășițele sale pământești au fost depuse în temelia Bisericii "Nașterea Maicii Domnului" din Miroslava, pe latura de sud, sub o placă de marmură. Patru luni mai târziu, a decedat și fiul său, Gheorghe Al. Mavrocordat, care a fost înmormântat în biserica din Popești.
După moartea principelui, moșiile familiei au fost administrate de văduva sa, Lucia Cantacuzino-Pașcanu. Ea a murit în 1930 și a fost înmormântată în biserica din Popești; prin testament, moșia Popești a trecut la fiica ei, Olga. Aceasta se căsătorise în 1908 cu prințul Mihail Sturdza, nepotul fostului domnitor ai Moldovei, Mihail Sturdza (1834-1849). În 1930, Olga Sturdza era proprietară a 250 ha de teren de cultură și 58,88 ha d teren inexpropriabil la Popești, ea având și alte proprietăți. În urma reformei agrare din 1945, suprafața moșiei Popești a fost redusă la 50 de hectare.
După instaurarea regimului comunist, prin Decretul 83/1949, castelul a fost trecut abuziv in proprietatea statului. Principesa a fost obligată să se mute la București, de unde a fost ridicată și arestată în anul 1953, împreună cu nora sa, Ileana Manu-Sturdza, sub învinuirea că au vândut lemne de pe fosta lor proprietate (pădurea Hangu). După nouă luni de detenție la penitenciarele Mislea și Jilava, au fost eliberate. În anul 1957 i s-a permis să plece din România și s-a stabilit la castelul soțului său de la Dieppe (Franța), unde a murit în 1971. Ea a lăsat ca moștenire domeniile de la Popești nepotului său, Dimitrie Sturdza (n. 1938), care locuia în Elveția.
În castelul din Popești s-a instalat un fost sanatoriu TBC și apoi o anexă a Spitalului "Sfânta Maria" pentru copii retardați sau infectați cu HIV, imobilul ajungând într-o stare avansată de degradare. În 1995 centrul social a fost mutat din conac. În mai 1998, prințul Dimitrie Sturdza a formulat către Judecătoria Iași o cerere de retrocedare a castelului din Popești și a celor 50 ha de pământ lăsate moștenire de către bunica sa. Cererea a fost admisă în noiembrie 1998, Judecătoria dispunând punerea în posesie. Începând din 1999, s-au efectuat lucrări de consolidare și restaurare coordonate de arhitectul Nicolae Munteanu, dorind să se redea castelului înfățișarea originară.